# Along Came a Spider (filme)
Along Came a Spider é um filme teuto-canado-estadunidense dos gêneros policial e suspense de 2001, dirigido por Lee Tamahori. É uma sequência de Kiss the Girls de 1997. O roteiro de Marc Moss adapta livro do mesmo nome, de 1993, escrito por  James Patterson, mas com eliminação de muitos elementos-chave da trama.

## Elenco
- Morgan Freeman ... Dr.Alex Cross
- Monica Potter ... Jezzie Flannigan
- Michael Wincott ... Gary Soneji
- Dylan Baker ... Ollie McArthur
- Mika Boorem ... Megan Rose
- Anton Yelchin ... Dimitri Starodubov
- Kim Hawthorne ... Agente Hickley
- Jay O. Sanders ... Kyle Craig
- Billy Burke ... Ben Devine
- Michael Moriarty ... senador Hank Rose
- Penelope Ann Miller ... Elizabeth Rose
- Scott Heindl ... Floyd
- Christopher Shyer ... Jim
- Jill Teed ... Tracie

## Sinopse
O detetive da polícia de Washington, D.C., psicólogo forense e escritor Alex Cross  comandava uma operação policial de perseguição e captura de um assassino serial quando as coisas fugiram de controle e sua parceira morreu. Abalado, ele decide se aposentar. Oito meses depois, o professor e criminoso psicopata Gary Soneji o chama ao telefone e o envolve na investigação de um sequestro que acabara de cometer, o de Megan Rose, filha pré-adolescente de um senador. Cross começa a investigar e se torna parceiro da agente do Serviço Secreto, Jezzie Flannigan, que estava para ser demitida pois era a responsável pela segurança da escola de Megan e onde estudavam ainda outros alunos importantes, tais como Dimitri, filho do presidente da Rússia.
Cross logo percebe que não se trata de um sequestro comum com objetivo de resgate, mas de um jogo doentio elaborado por muito tempo por Soneji, com o objetivo dele alcançar notoriedade, inspirado pelo caso do sequestro do filho do aviador Charles Lindberg, conhecido na imprensa norte-americana como "O crime do século". A medida que se aproxima do criminoso, ajudado por Flannigan, Cross começa a desconfiar existirem no caso mais coisas do que apenas o complexo plano de Soneji.

## Diferenças em relação ao livro
No livro o sequestrador Soneji era marido e pai suburbano que sofria de dupla identidade causado por abuso sexual quando criança. Ele é julgado e considerado culpado e encaminhado para uma instituição mental onde cumpriria a pena. Também não é explorado no filme uma relação romântica entre Cross e a agente Jezzie, além de alterado o  desfecho da história dela. Outra mudança do roteirista é o paradeiro de Megan (conhecida como Maggie no livro), escondida por uma família boliviana que vivia nos Andes. Outras pequenas diferenças foram o sequestro de Dimitri, que no livro acontece ao mesmo tempo que o de Megan (Maggie) e o fato da mãe dela ser uma atriz popular. Quando as duas crianças sofreram a ação de sequestro, elas foram imobilizadas pelo uso de um spray de clorofórmio.

## Recepção
Along Came a Spider teve recepção mista por parte da crítica especializada. Em base de 31 avaliações profissionais, alcançou uma pontuação de 42% no Metacritic.